# Adonea
Adonea – rodzaj pająków z rodziny poskoczowatych. Obejmuje trzy opisane gatunki.

## Morfologia

Układ oczu

Karapaks ma część głowową dłuższą niż szerszą i silnie wyniesioną, u samców wyróżniającą się na tle niemal całej rodziny (oprócz Paradonea splendens) tym, że widoku bocznym nawisa ona tyłem nad przodem części tułowiowej; w widoku grzbietowym zarys części głowowej karapaksu samca jest prawie trójkątny z zaokrąglonym tyłem, co odróżnia go od trapezowatego zarysu u P. splendens. Samice mają niemal pionową tylną krawędź głowowej części karapaksu, a także stosunkowo duże, ponaddwukrotnie większe od oczu przednio-środkowych oczy tylno-środkowe. Boki kapturka nadustkowego schodzą się pod wyraźnie ostrym kątem. Szczękoczułki samca mają dośrodkowe powierzchnie pełne. Płytka płciowa samicy jest ponad dwukrotnie szersza niż dłuższa i odznacza się obecnością łysego płata środkowego między otworami kopulacyjnymi.

## Biologia i ekologia
Pająki te zasiedlają głównie tereny pustynne z udziałem niskich krzewów, chętnie uedy. Wykopują pojedyncze, wyściełane przędzą norki o pionowej lub ukośnej orientacji, często umieszczone przy krawędziach kamieni. U wylotu norki konstruowana jest z przędzy klapka, maskowana następnie cząstkami podłoża i resztkami pokarmu. Od brzegów klapki rozchodzą się promieniście nici sygnałowe.
Samce dojrzewają w drugim lub trzecim, a samice w trzecim lub czwartym roku życia.
Ofiarami tych poskoczowatych padają rozmaite epigeiczne stawonogi. Największy udział w ich diecie mają chrząszcze z rodziny czarnuchowatych.

## Rozprzestrzenienie
Rodzaj palearktyczny, znany z Półwyspu Iberyjskiego, Grecji, Lewantu i Afryki Północnej.

## Taksonomia
Takson ten wprowadził w 1873 roku Eugène Simon. W 1967 roku Pekka Lehtinen zsynonimizował Storkaniella z Adonea, synonimizując także gatunki typowe obu taksonów. W 1968 roku Reginald Frederick Lawrence wydzielił kilka gatunków do nowego rodzaju Paradonea. Według wyników molekularnej analizy filogenetycznej Jeremiego A. Millera i innych z 2012 roku zajmuje on pozycję siostrzaną względem rodzaju Eresus, tworząc z nim klad siostrzany dla kladu obejmującego rodzaje Loureedia i Dorceus.
Do rodzaju zalicza się trzy opisane gatunki
- Adonea algarvensis Wunderlich, 2017
- Adonea algerica (El-Hennawy, 2004)
- Adonea fimbriata Simon, 1873

Według publikacji Jeremiego A. Millera i innych z 2012 roku A. algerica może wymagać synonimizacji z A. fimbriata.